# Краснооктябрське сільське поселення (Шумерлинський район)
Краснооктя́брське сільське поселення (рос. Краснооктябрьское сельское поселение) — муніципальне утворення у складі Шумерлинського району Чувашії, Росія. Адміністративний центр — селище Красний Октябр.
Станом на 2002 рік існували Краснооктябрська сільська рада (селища Красна Звєзда, Красний Атмал, Красний Октябр, Путь Леніна) та Мислецька сільська рада (селища Мислець, Пінери), селище Комінтерн перебувало у складі Ходарської сільської ради.

## Населення
Населення — 625 осіб (2019, 855 у 2010, 1135 у 2002).

## Склад
До складу поселення входять такі населені пункти:
| Населений пункт        | Населення, осіб (2002) | Населення, осіб (2010) |
| ---------------------- | ---------------------- | ---------------------- |
| Комінтерн, селище      | 35                     | 8                      |
| Красна Звєзда, селище  | 94                     | 74                     |
| Красний Атмал, селище  | 41                     | 26                     |
| Красний Октябр, селище | 382                    | 312                    |
| Мислець, селище        | 383                    | 295                    |
| Пінери, селище         | 158                    | 80                     |
| Путь Леніна, селище    | 77                     | 60                     |